# Томаш Кнауер
Томаш Кна́уер (пол. Tomasz Knauer; 18.10.1741, м. Раєць — 1802, Львів) — професор, керівник кафедри акушерства Львівського університету (1789—1802); чех за походженням. Доктор хірургії (1785), професор акушерства (1789). Президент Галицького товариства хірургів (1790). Засновник музею хірургічних інструментів Львівського університету.

## Життєс і діяльність
Закінчив медичний факультет Віденського університету (1770).
Прозектор кафедри анатомії, за сумісництвом викладач хірургії та акушерства Віденського університету(1771—1783); хірург армії; приватна акушерська практика у Відні (1781—1789); професор, керівник кафедри акушерства Львівського університету (1789—1802).
Напрями наукових досліджень: удосконалення хірургічної техніки та інструментарію.
Автор наукових праць з хірургії та акушерства, серед них атлас хірургічних інструментів.
Похований на Личаківському цвинтарі.